# Phrygilus gayi
El cometocino de Gay o comesebo andino (Phrygilus gayi), también denominado yal cabecigrís, comesebo amarillo, fringilo andino, fringilo cordillerano o chanchito de la cordillera, es una especie de ave passeriforme perteneciente al género Phrygilus de la familia Thraupidae. Es nativo de la región andina y sus alrededores en Chile y Argentina.

## Distribución y hábitat
Se distribuye desde el norte de Argentina y Chile, hasta Tierra del Fuego. En los inviernos australes, algunos migran hacia el este.
Esta especie es considerada bastante común en sus hábitats naturales: los terrenos arbustivos semiabiertos y bosques ralos hasta los 3500 m de altitud.

## Descripción
Mide entre 15,5 y 16,5 cm de longitud. Presenta dimorfismo sexual; el macho tiene la cabeza, cuello y parte superior del pecho gris azulado, más oscuro en los loruns, como un capuchón sobre el cuerpo amarillo oliváceo brillante. En tanto, su abdomen inferior y subcaudales son blancos. La hembra es más apagada y tiene el capuchón de la cabeza más claro que el macho, de color gris pardacento y con pequeñas rayas negras y blancas en la región malar; el pecho es usualmente ocre lavado. El pico de las aves sureñas es bicolor, más oscuro el superior. Ambos sexos tienen la cola negruzca con ribetes grisáceos, las cobertoras son gris azulado y las primarias negruzcas. Los inmaduros se parecen mucho con las hembras.

## Comportamiento
Se le ve en los bosques de eucalipto y de pino, no es muy abundante, pero todos los años llegan a nidificar al menos una colonia. También se le ve en el estero y se distingue por sus colores y su canto melodioso. En verano, habita la zona cordillerana prefiriendo los valles altos bien regados. En invierno baja hacia la pre-cordillera, valle central e incluso la zona de la costa, en Chile, y hasta la provincia de Buenos Aires en Argentina.

### Alimentación
Su dieta consiste de semillas y pequeños invertebrados, también frutos. En invierno solamente se alimenta de semillas.

### Reproducción
La época de reproducción es desde octubre hasta febrero, cuando anida a muy baja altura, entre matorrales o simplemente en el suelo. El nido es amplio, forrado de pasto, fibras de raíces, crin o lana, donde coloca entre dos a cinco huevos color verde azulado pálido con pintas café, que miden 22 x 16 mm.

### Vocalización
Emite un grito de alarma, que es corto y se asemeja a dos piedras golpeándose (se describe como un «tack»), y también presenta el macho un canto territorial. Su canto es melodioso.

## Sistemática

### Descripción original
La especie P. gayi fue descrita por primera vez por el naturalista francés Paul Gervais en 1834 bajo el nombre científico Fringilla gayi; la localidad tipo es: «Chile» (después se confirmaría que corresponde a Valparaíso).

### Etimología
El nombre genérico masculino Phrygilus proviene del griego «phrugilos»: ave no identificada, mencionada por Aristófanes, tal vez algún tipo de pinzón; y el nombre de la especie «gayi» conmemora al zoólogo francés Claudio Gay (1800–1873).

### Taxonomía
De acuerdo con los estudios genéticos y las características externas, según el trabajo de Campagna et al. 2011, la presente especie integra un clado bien definido de Phrygilus encapuchados junto Phrygilus atriceps, P. punensis y P. patagonicus, que se distinguen por su cabeza oscura a manera de capucha y plumaje muy colorido del macho y presentan claro dimorfismo sexual. Está relacionado con el género Sicalis.
Ya ha sido considerado conespecífico con P. atriceps, pero los dos raramente hibridan en el área del centro norte de Chile (entre Atacama y Coquimbo) donde son simpátricos; algunas veces también se pensó ser conespecífico con P. punensis, con quien se parece bastante. La zona de distribución se superpone bastante con P. patagonicus en varios locales de los Andes y en el noroeste de Tierra del Fuego; hay algunas evidencias de hibridación, pero las dos especies generalmente permanecen separadas y ocupan hábitats diferentes; P. patagonicus prefiere bordes de bosques. La subespecie más pequeña minor exhibe características de plumaje intermediarias entre la presente y P. patagonicus, y tal vez estaría mejor incluida en este último sobre la base de su preferencia por hábitats boscosos. La subespecie nominal, en el norte de la zona, tiene el pico particularmente mayor, lo que sugiere variación clinal del tamaño del pico.

### Subespecies
Según las clasificaciones del Congreso Ornitológico Internacional (IOC) y Clements Checklist (v2022), se reconocen tres subespecies, con su correspondiente distribución geográfica, y algunas diferencias morfológicas:
- Phrygilus gayi gayi (Gervais, 1834). Distribuida en la estepa andina austral en el norte y centro de Chile, entre Atacama y el Bío-Bío, además de zonas adyacentes de Argentina.
- Phrygilus gayi minor (Philippi Bañados & Goodall, 1957). Propia de la ecorregión del matorral chileno en el Chile central, pudiendo encontrarse entre Coquimbo y el norte del Maule. Un poco más pequeño que la subespecie nominal, especialmente en las alas y la cola. El macho tiende a tener tonos más cálidos en las partes superiores y la hembra la capucha extendida hasta la garganta. El gris de la capucha en los machos suele ser más claro que en la subespecie nominal o en caniceps.
- Phrygilus gayi caniceps (Burmeister, 1860). En Argentina suele encontrarse en la estepa patagónica y en la ecorregión del monte, mientras que en Chile se encuentra generalmente limitado a las regiones de Aysén y de Magallanes. Es un poco mayor que la subespecie nominal, presentando el pico más largo y grueso.

## Galería

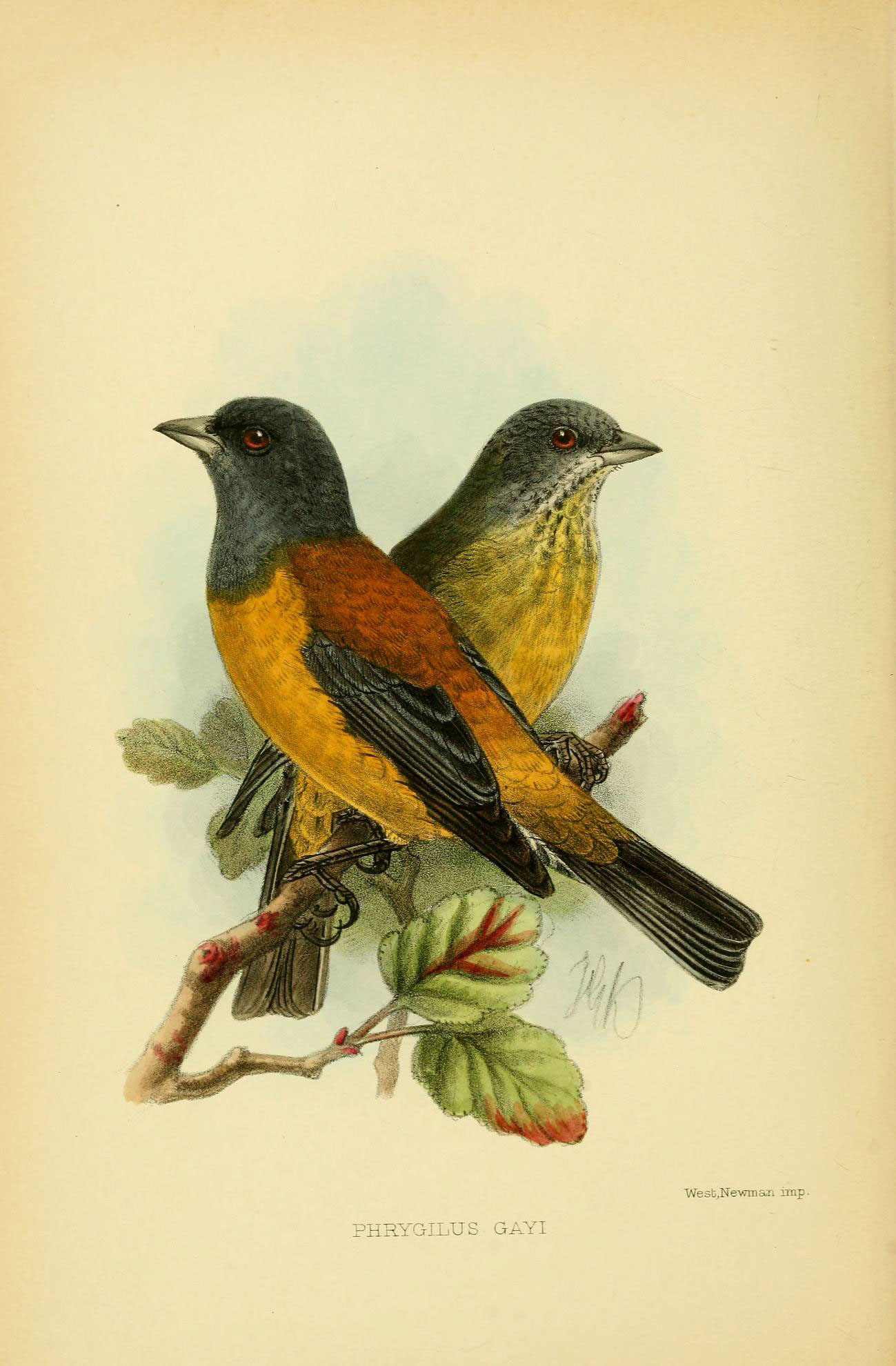
Un macho (adelante) y una hembra (atrás) ilustrados por Keulemans, 1907
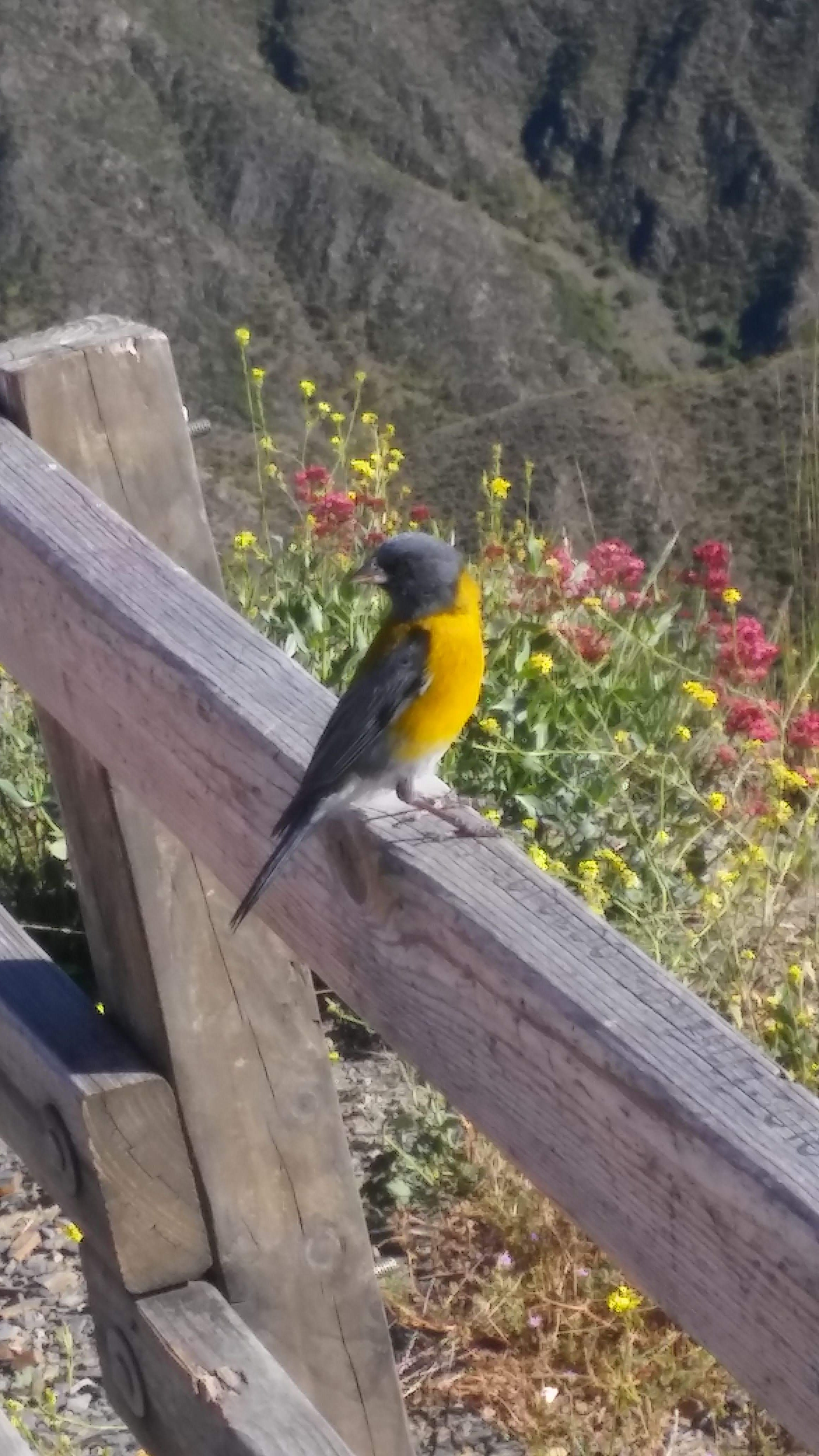
Un macho en la reserva natural Villavicencio, Las Heras, Argentina
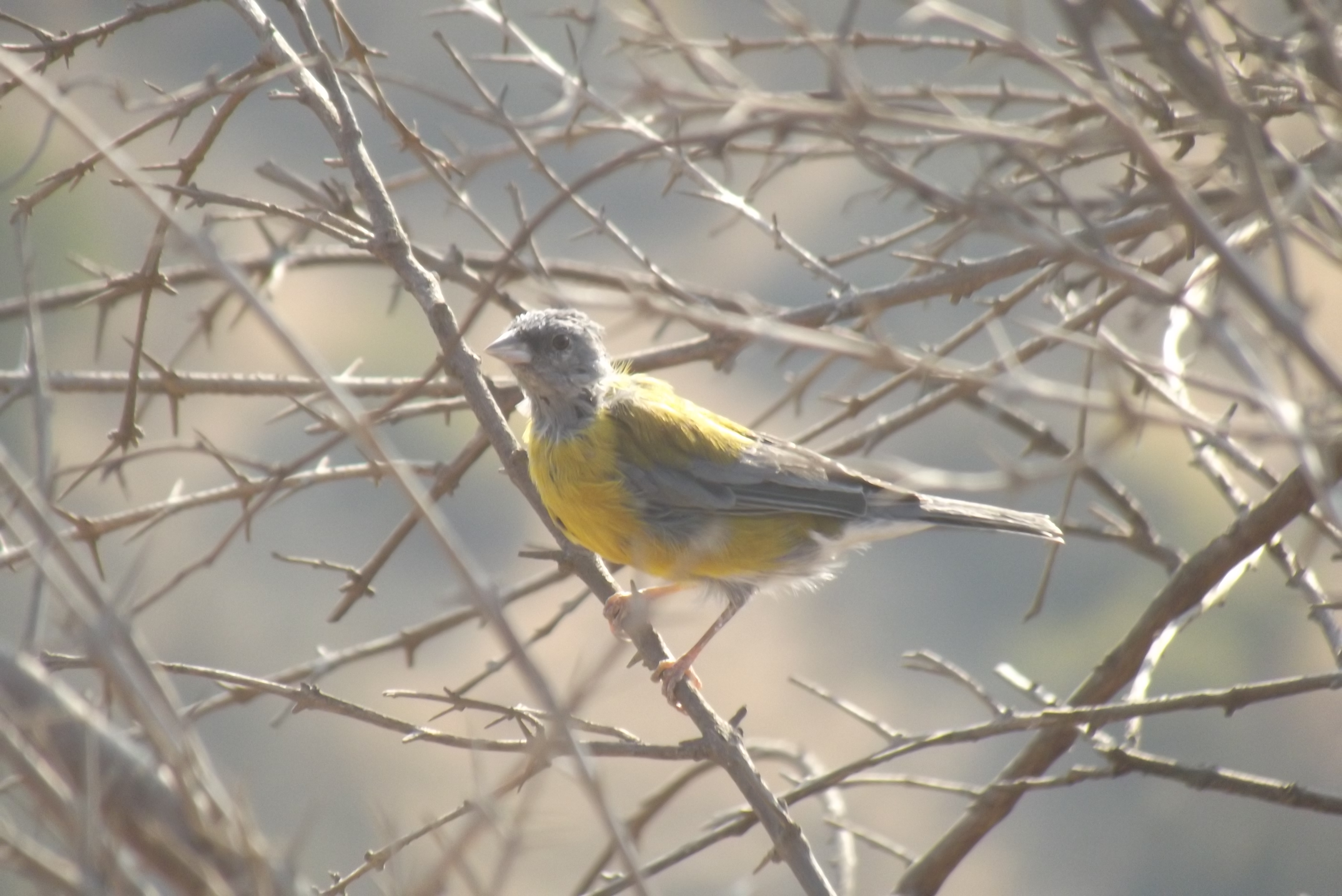
Un macho en el Parque Natural Gómez Carreño, Viña del Mar, Chile
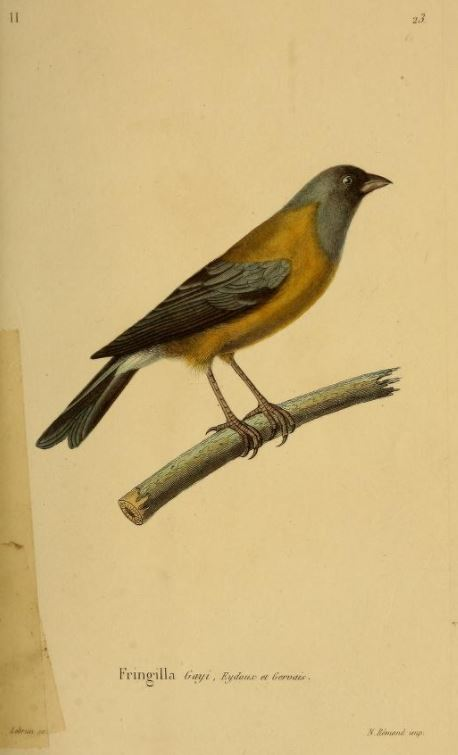
Ilustración por Vigée-Lebrun, 1834